# 陳頼素美
陳頼 素美（ちんらい そび、チェンライ スーメイ、1964年〈民国53年〉1月10日 - ）は、中華民国（台湾）の国家地政士、政治家。民主進歩党所属の元立法委員。

## 経歴
2005年、桃園県議員選挙に出馬し、初当選。その後再選され、2期務める。
2014年、改制後初の桃園市議員選挙でも当選した。
2016年の第9回立法委員選挙で桃園市第二選挙区から出馬し、桃園市最高得票数で初当選した。
2019年、翌年の立法委員選挙の桃園市第二選挙区の党内予備選挙で黄世杰に敗れた。
2023年1月、収賄罪で懲役2年、執行猶予5年、3年間の公民権剥奪の判決が下った。

## 選挙記録
| 年度 | 選挙                 | 選挙区           | 所属政党   | 得票数 | 得票率 | 当選 | 注釈 |
| ---- | -------------------- | ---------------- | ---------- | ------ | ------ | ---- | ---- |
| 2005 | 第16回桃園県議員選挙 | 第九選挙区       | 民主進歩党 | 7,893  | 13.90% |      |      |
| 2009 | 第17回桃園県議員選挙 | 第九選挙区       | 民主進歩党 | 13,078 | 23.83% |      |      |
| 2014 | 第1回桃園市議員選挙  | 第九選挙区       | 民主進歩党 | 15,882 | 22.19% |      |      |
| 2016 | 第9回立法委員選挙    | 桃園市第二選挙区 | 民主進歩党 | 89,792 | 50.16% |      |      |